# HTC Touch HD
De HTC Touch HD, ook bekend als de HTC T8282 of als de codenaam HTC Blackstone is een mobiele telefoon die ontwikkeld is door HTC. De HTC Touch HD draait op Windows Mobile 6.1 van Microsoft met de grafische schil TouchFLO 3D. Het toestel bevat in tegenstelling tot de HTC Touch Pro géén uitschuifbaar toetstenbord. Het toestel werd vaak omschreven als 'de iPhone-Killer'

## Uitgave
HTC kondigde aan dat de Touch HD vanaf 7 november 2008 te koop zal zijn. De HTC Touch HD is echter niet verkrijgbaar in de Verenigde Staten, maar wel goedgekeurd door de FCC.